# Bandera d'Ogassa
La bandera oficial d'Ogassa té la següent descripció:
Bandera apaïsada de proporcions dos d'alt per tres de llarg, dividida en dues parts verticals iguals, negra la del pal i blanca la del vol; al centre, l'espasa de l'escut, blanca quan descansa en la part negra i negra quan descansa en la part blanca.
Va ser aprovada el 23 de gener de 1997 i publicada en el DOGC el 19 de febrer del mateix any amb el número 2334.